# Кастелл-Аркуато

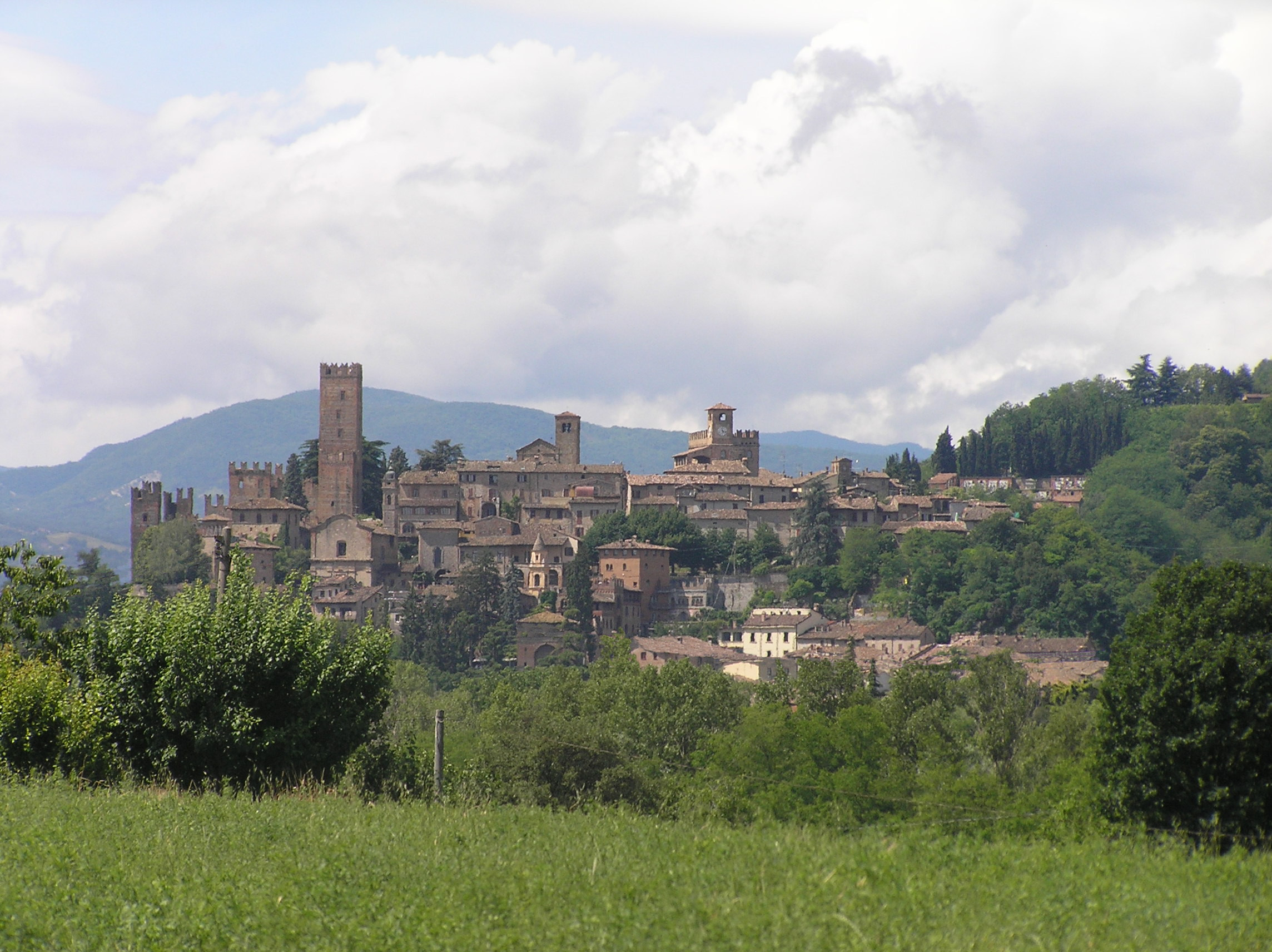

Кастелл-Аркуато (італ. Castell'Arquato) — муніципалітет в Італії, у регіоні Емілія-Романья, провінція П'яченца.
Кастелл-Аркуато розташований на відстані близько 400 км на північний захід від Рима, 125 км на захід від Болоньї, 26 км на південний схід від П'яченци.
Населення — 4704 особи (2014).

## Демографія
Населення за роками:

Станом на 1 січня 2023 року в муніципалітеті офіційно проживало 385 іноземців з 47 країн, серед них 105 громадян країн Євросоюзу та 59 громадян України.

## Сусідні муніципалітети
- Альсено
- Карпането-П'ячентіно
- Фйоренцуола-д'Арда
- Луганьяно-Валь-д'Арда
- Вернаска